# José Alarcón (ciclista)
José Alarcón (El Vigía, Mérida, 12 de junio de 1988) es un ciclista profesional venezolano.

## Trayectoria
Ganador del Clásico Corre por la Vida en 2007, en 2009 ganó la 8.ª etapa de la Vuelta al Táchira> carrera en la que culminó 4.º.
En 2010 tuvo una excelente temporada al finalizar 2º en la Vuelta al Táchira a solo 3" de su compatriota José Rujano (además de ganar 3 etapas), 2.º en la Vuelta a Cuba y la misma posición en la Vuelta a Venezuela. Además, en la categoría sub-23 fue 2.º en el Campeonato de Venezuela contrarreloj y 3.º en el campeonato de ruta.
Debutó como profesional en 2011 al ser fichado por el Movistar Continental, debutando en la Vuelta a Antioquia.  En dicha prueba sufrió una caída que le ocasionó una fractura de clavícula, con lo cual no pudo disputar la Vuelta a Colombia, carrera en la que tenía el lugar prácticamente asegurado.

## Palmarés
2007
- Copa Federación Venezolana de Ciclismo

2009
- 1 etapa de la Vuelta al Táchira

2010
- 3 etapas de la Vuelta al Táchira
- 1 etapa de la Vuelta a Cuba

2015
- Vuelta a Venezuela, más 1 etapa

2016
- 2.º en el Campeonato de Venezuela Contrarreloj
- 1 etapa de la Vuelta a Venezuela

2017
- 2.º en el Campeonato de Venezuela Contrarreloj

2018
- 3.º en el Campeonato de Venezuela Contrarreloj

2021
- 1 etapa de la Vuelta al Táchira

2022
- 1 etapa de la Vuelta al Táchira
- 2.º en el Campeonato de Venezuela Contrarreloj

2023
- Vuelta al Táchira, más 2 etapas

## Equipos
- Kino Táchira Banfoandes (2007) (amateur)
- Sumiglow-Mérida (2008) (amateur)
- Gobernación del Zulia (2009) (amateur)
- Gobernación del Zulia-Boyacá (2010) (amateur)
- Movistar Team Continental (2011-2012)
- Canel's Turbo (2013)
- Gobernación de Mérida (2014)
- Lotería del Táchira (2015-2017)
- Banco Bicentenario-Gob.Yaracuy (2018)
- Gobernación de Miranda-Trek (2019)
- Deportivo Tachira-JHS (2020-2021)
- Misión transporte (2022)
- Fundación Ángeles Hernández (2023-act.)